# Pièce de 1 dollar américain
La pièce de 1 dollar américain (1 $) est frappée pour la première fois en 1794 par l'atelier monétaire de Philadelphie. Bien qu'entre 1849 et 1889, la Monnaie des États-Unis fabrique des pièces de 1 dollar en or, le métal employé pour la version circulante et d'usage courant fut principalement l'argent jusqu’en 1935, puis, à partir de 1971, un métal composite à base de cuivre et de nickel. Depuis 1999, de nouvelles émissions en alliage de cuivre ayant l'apparence de l'or, essentiellement commémoratives, ont cours légal et l'une des faces représente la statue de la Liberté. Bien que les véritables dollars en or ne soient plus frappés, les dollars Sacagawea, présidentiels et d'innovation américaine sont parfois appelés dollars dorés en raison de leur couleur.
Les pièces d'un dollar n'ont jamais été populaires dans la circulation depuis leur création. Malgré les efforts du gouvernement américain pour promouvoir leur utilisation afin d'économiser les coûts d'impression des billets d'un dollar, le dollar Anthony, le dollar Sacagawea et la série de dollars présidentiels sont rarement vus en circulation, la plupart des Américains préférant utiliser le billet d'un dollar. Pour cette raison, depuis le 11 décembre 2011, la Monnaie ne produit plus de pièces d'un dollar pour la circulation générale, et toutes les pièces d'un dollar produites après cette date sont spécifiquement destinées aux collectionneurs. Ces pièces de collection peuvent être commandées directement auprès de la Monnaie, tandis que les pièces de 1 dollar en circulation avant 2012 peuvent être obtenues auprès de la plupart des banques américaines. La suppression de ce « billet symbole » de 1 dollar permettrait pourtant à l’État fédéral d'opérer une économie de plus de 5 milliards sur une période de trente ans.

## Popularité
Les pièces de 1 dollar, qu'elles soient en argent ou en métal de base, n'ont jamais été populaires en circulation du XIXe siècle à nos jours, malgré plusieurs tentatives pour accroître leur utilisation depuis les années 1970, pour diverses raisons. De 1792 à 1803, la pièce d'un dollar est favorablement comparée au dollar espagnol et est acceptée à parité pour les achats à l'étranger. Sa frappe est suspendue en 1803 car elle ne circule pas longtemps sur le marché intérieur. Pendant la ruée vers l'or en Californie dans les années 1850, le dollar en argent de 371,25 grains a une valeur internationale supérieure au dollar en or de 23,22 grains et est donc exporté. De même, le dollar en or de 1849 à 1889 est une petite pièce mesurant seulement 13 à 15 mm de diamètre, ce qui la rend difficile à saisir et facile à perdre, un problème sérieux lorsqu'un dollar représente environ un jour de salaire. Bien qu'un nombre important de dollars en argent de Morgan soient frappés à partir de 1878 en vertu de la loi Bland-Allison, il existe également une option de détenir des certificats d'argent entièrement garantis par des dollars en argent conservés en réserve. La majorité des citoyens opte donc pour les certificats d'argent, tandis que la plupart des dollars en argent restent inutilisés dans les coffres du Trésor et des banques.
Les pièces d'un dollar en métal de base émises à partir de 1971 ne circulent pas non plus, la raison la plus importante étant la persistance de la circulation du billet d'un dollar.
La pièce d'un dollar en cupronickel, à l'effigie d'Eisenhower, frappée de 1971 à 1978, n'est pas populaire en raison de sa taille importante par rapport à sa valeur qui diminue progressivement ; la pièce d'un dollar de taille réduite à l'effigie de Susan B. Anthony, frappée de 1979 à 1981 et à nouveau en 1999, est très impopulaire car elle est souvent confondue avec des quarts de dollar, en raison de leur taille, couleur et bord cannelé presque identiques ; les dollars Sacagawea et les pièces de dollars présidentielles sont émises depuis 2000. Ces pièces ont un poids distinct, une couleur dorée et un bord lisse.
Le refus des pièces d'un dollar aux États-Unis contraste avec la pratique dans la plupart des autres pays développés où des valeurs similaires n'existent qu'en pièces. Ces pièces réussissent largement en raison de la suppression ou de l'absence de leurs équivalents en billets, tandis que le gouvernement américain ne prend aucune mesure pour retirer le billet d'un dollar. Le Bureau américain de la responsabilité gouvernementale (GAO) déclare que l'abandon du billet d'un dollar au profit de la pièce d'un dollar permettrait au gouvernement américain d'économiser environ 5,5 millards de dollars sur trente ans principalement grâce au seigneuriage,. La Réserve fédérale refuse de commander la pièce à la Monnaie pour la distribuer, invoquant un manque de demande, selon l'ancien directeur de la Monnaie, Philip Diehl, en novembre 2012.
Quelle que soit la raison, un responsable de la Monnaie américaine déclare lors d'une réunion en novembre 2012 que la plupart des 2,4 milliards de pièces d'un dollar frappées au cours des cinq années précédentes ne sont pas en circulation.
En 2019, la GAO réévalue le coût du remplacement du billet d'un dollar et constate pour la première fois que cela ferait perdre au gouvernement entre 611 millions et 2,6 millards de dollars car l'argent physique est moins utilisé, ce qui a pour conséquence que les billets d'un dollar restent en circulation plus longtemps par rapport à l'analyse de 2011.

## Histoire des pièces américaines de 1 dollar

### Premières émissions

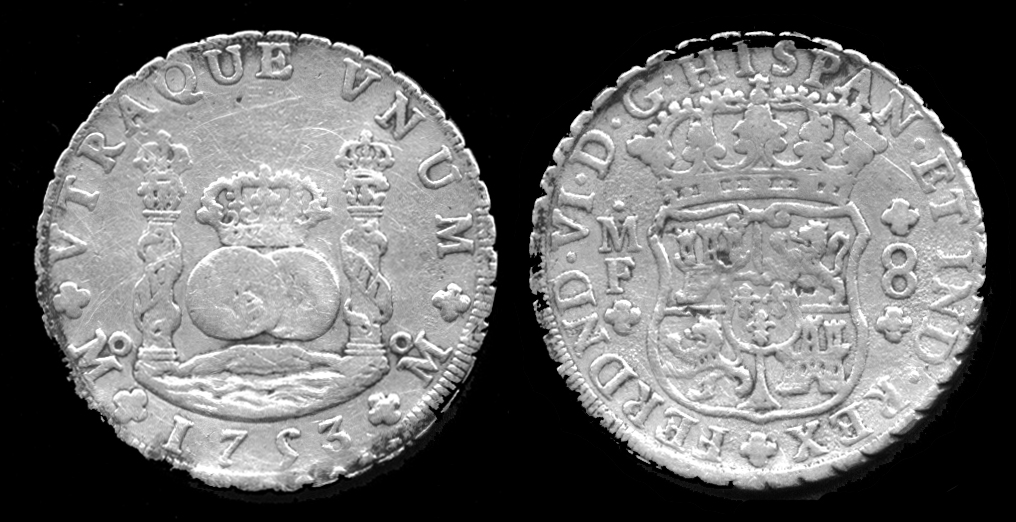
Le dollar espagnol est la base de la pièce de 1 dollar en argent.

Avant la guerre d'indépendance américaine, des pièces de nombreuses nations européennes circulent librement dans les colonies américaines, de même que la monnaie émise par les différentes colonies. Parmi celles-ci, les pièces de huit ou huit réaux, également appelées dollars d'argent espagnols, frappées au Mexique et dans d'autres colonies avec de l'argent extrait des mines d'Amérique centrale et du Sud, sont les plus importantes. Ces pièces, ainsi que d'autres de taille et de valeur similaires, sont en circulation dans l'ensemble des colonies, puis des États-Unis, et ont cours légal jusqu'en 1857,.
En 1776, plusieurs milliers de pièces en métal blanc Continental Currency sont frappées. Bien que non confirmé, de nombreux numismates pensent qu'il s'agit de pièces d'essai d'une pièce de monnaie en argent proposée et autorisée par le Congrès continental pour soutenir l'effet colonial, en difficulté rapide. Il s'agit de la première tentative de la jeune nation américaine avec une monnaie papier. Plusieurs exemplaires sont également frappés en laiton et en argent, mais aucune pièce de monnaie en circulation n'est produite, en grande partie en raison des difficultés financières liées à la guerre révolutionnaire. La pièce de monnaie en dollar Continental Currency porte la date de 1776, et bien que sa véritable valeur ne soit pas connue, elle est généralement de la taille des dollars ultérieurs, et le nom est resté. L'échec de la pièce accentue la méfiance envers la monnaie papier tant chez les politiciens que dans la population en général. Les lettres de Thomas Jefferson indiquent qu'il souhaite que les États-Unis renoncent à la monnaie papier et préfèrent frapper des pièces de valeur et de qualité perçue similaires à celles des pièces étrangères en circulation à l'époque,,.
Les pièces Nova Constellatio (en français : « nouvelle constellation ») sont les premières pièces conçues sous l'autorité des États-Unis d'Amérique. Elles sont frappées au début de l'année 1783 et sont disponibles en trois valeurs en argent (1 000 unités, 500 unités, 100 unités) et une valeur en cuivre (5 unités). Tous les exemples connus portent la légende « Nova Constellatio », à l'exception d'une pièce unique de 500 unités en argent.

### Coinage Actde 1792

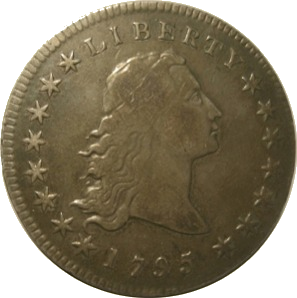
Avers du type « Flowing Hair » au millésime 1795.

La loi sur la monnaie de 1792 autorise la production de pièces de monnaie d'un dollar en argent. La Monnaie des États-Unis produit des pièces de monnaie d'un dollar de 1794 à 1803, puis cesse la production régulière jusqu'en 1836. Les premiers dollars en argent, au nombre de 1 758, sont frappés le 15 octobre 1794 et sont immédiatement remis au directeur de la Monnaie, David Rittenhouse, pour distribution aux dignitaires en tant que souvenirs. Ensuite, jusqu'en 1804, ils sont frappés en quantités variables. Il existe deux designs pour l'avers : Flowing Hair (1794-1795) et Draped Bust (1795-1804). Il existe également deux designs pour le revers utilisés pour la variété Draped Bust : petit aigle (1795-1798) et aigle héraldique (1798-1804). Les dollars en argent d'origine de cette période sont très prisés par les collectionneurs de pièces de monnaie et sont exceptionnellement précieux, allant des plus courants aux plus incroyablement rares. En raison de la pratique initiale de graver manuellement chaque coin, des dizaines de variantes sont connues pour toutes les dates entre 1795 et 1803.
Il est également l'une des deux seules dénominations (l'autre étant le cent) frappées chaque année depuis sa création au cours de la première décennie d'exploitation de la Monnaie. Bien qu'un nouveau dollar espagnol ou 8 réaux frappé après 1772 contient théoriquement 417,7 grains d'argent de finesse 130/144 (ou 377,1 grains d'argent fin), des analyses fiables de l'époque confirment une teneur de 370.95 grains en argent fin de pour le dollar espagnol moyen en circulation,. Le nouveau dollar en argent américain peut donc s'y comparer favorablement et est accepté au pair avec le dollar espagnol pour les paiements étrangers. En 1803, le président Thomas Jefferson interrompt la frappe de nouveaux dollars en argent en raison des ressources limitées de la Monnaie américaine, car ils ne restent pas en circulation intérieure. Ce n'est qu'après l'indépendance mexicaine en 1821, lorsque la teneur en argent fin de 377,1 grains du peso mexicain a été fermement maintenue, que les États-Unis doivent rivaliser en utilisant une pièce de 1 dollar Trade plus lourde en argent fin.

### Dollar de 1804

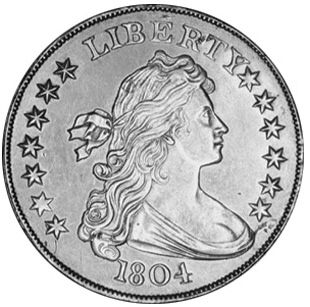
Le dollar de 1804.

Le dollar de 1804 est l'une des pièces les plus rares et célèbres au monde. Sa création résulte d'une simple erreur comptable, mais son statut de rareté très prisée est établi depuis près d'un siècle et demi. Les dollars en argent signalés par la Monnaie comme étant frappés en 1804 portent la date de 1803. Comme l'acier pour les coins est très coûteux au début du XIXe siècle, ceux-ci sont utilisés jusqu'à ce qu'ils ne soient plus en état de fonctionner. C'est pourquoi de nombreuses premières pièces américaines présentent divers types de fissures, occlusions, éclats, marques de choc et autres signes d'usure avancée. Presque chaque pièce frappée par les États-Unis de 1793 à 1825 a un exemple qui est frappé au cours d'une année autre que celle qu'elle porte. Aucun dollar portant la date de 1804 n'est jamais frappé en 1804, bien que cela soit inconnu des responsables de la Monnaie à l'époque où le dollar de 1804 est créé.
Le dollar en argent de 1804 a en réalité été produit en 1834, lorsque le Département d'État américain décide de produire un ensemble de pièces américaines pour être offertes en cadeau aux dirigeants en Asie en échange d'avantages commerciaux. Comme 1804 est la dernière année de frappe enregistrée pour le dollar et l'eagle de 10 dollars, il est décidé que l'ensemble contiendrait des exemples de ces pièces datées de 1804, ainsi que des autres dénominations en production à ce moment. Les responsables de la Monnaie, ne réalisant pas que les plus de 19 000 dollars enregistrés comme étant produits en 1804 portent tous la date de 1803, procèdent à la création de nouveaux coins portant la date de 1804.
Seuls 15 dollars en argent datés de 1804 sont connus ; en 1999, l'un d'entre eux est vendu aux enchères pour plus de 4 millions de dollars. Il existe 8 dollars de la classe I, frappés en 1834 pour les ensembles mentionnés ci-dessus, 1 dollar de la classe II, frappé sur un écu suisse de tir de 1857 et actuellement conservé dans la collection de pièces de monnaie des États-Unis à la Smithsonian Institution, et 6 dollars de la classe III, frappés secrètement entre 1858 et 1860 pour répondre à la demande des collectionneurs,.

### Dollar Gobrecht (1836-1839)

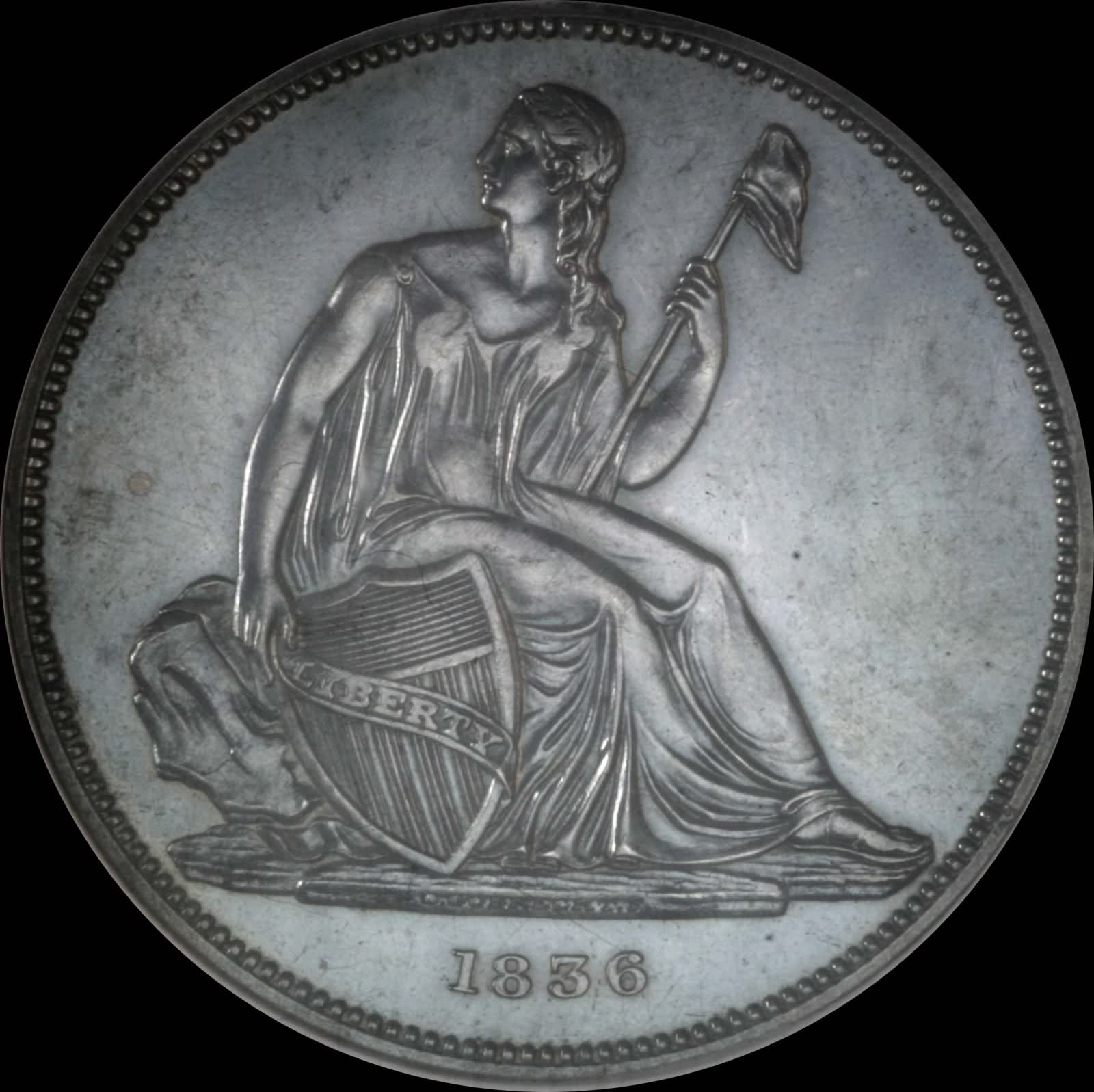
L'avers du dollar Gobrecht de 1836

La pièce de 1 dollar américain Gobrecht, frappée de 1836 à 1839, est le premier dollar en argent frappé pour la mise en circulation par la Monnaie des États-Unis depuis l'arrêt officiel de la production de cette dénomination en 1806. La pièce est frappée en petit nombre afin de déterminer si le dollar en argent réintroduit serait bien accueilli par le public.
En 1835, le directeur de la Monnaie, Samuel Moore, démissionne de son poste, et Robert M. Patterson prend la relève. Peu de temps après, Patterson commence une tentative de remodelage de la monnaie nationale. Après que le graveur en chef de la Monnaie William Kneass a subi une attaque cérébrale, Christian Gobrecht est engagé pour le remplacer. Le 1er août 1835, Patterson écrit une lettre à l'artiste de Philadelphie Thomas Sully pour lui exposer ses plans pour la pièce d'un dollar. Il demande également à Titien Peale de créer un dessin pour la pièce. Sully crée un dessin pour l'avers représentant la Liberté assise et Peale un dessin sur le revers représentant un aigle à tête blanche en plein envol, qui sont gravés pour la pièce par Gobrecht. Après la création des dessins et les essais, la production des matrices de gravure commence en septembre 1836.
Après la mise en circulation d'une petite quantité de pièces, la Monnaie reçoit des plaintes concernant l'emplacement bien visible du nom de Gobrecht sur le dollar, et le dessin est modifié pour incorporer son nom dans une position moins visible. En janvier 1837, la norme légale concernant le pourcentage de métal précieux dans les pièces d'argent passe de 89,2 % à 90 %, et les dollars de Gobrecht frappés après cette date reflètent ce changement. Au total, 1 900 exemplaires sont frappés lors de la production officielle. La production du dollar Seated Liberty, qui utilise le même dessin à l'avers que le Gobrecht, commence en 1840. Dans les années 1850, les responsables de la Monnaie relancent la frappe de pièces sans autorisation, ce qui suscite une controverse.

### DollarSeated Liberty(1836–1873)

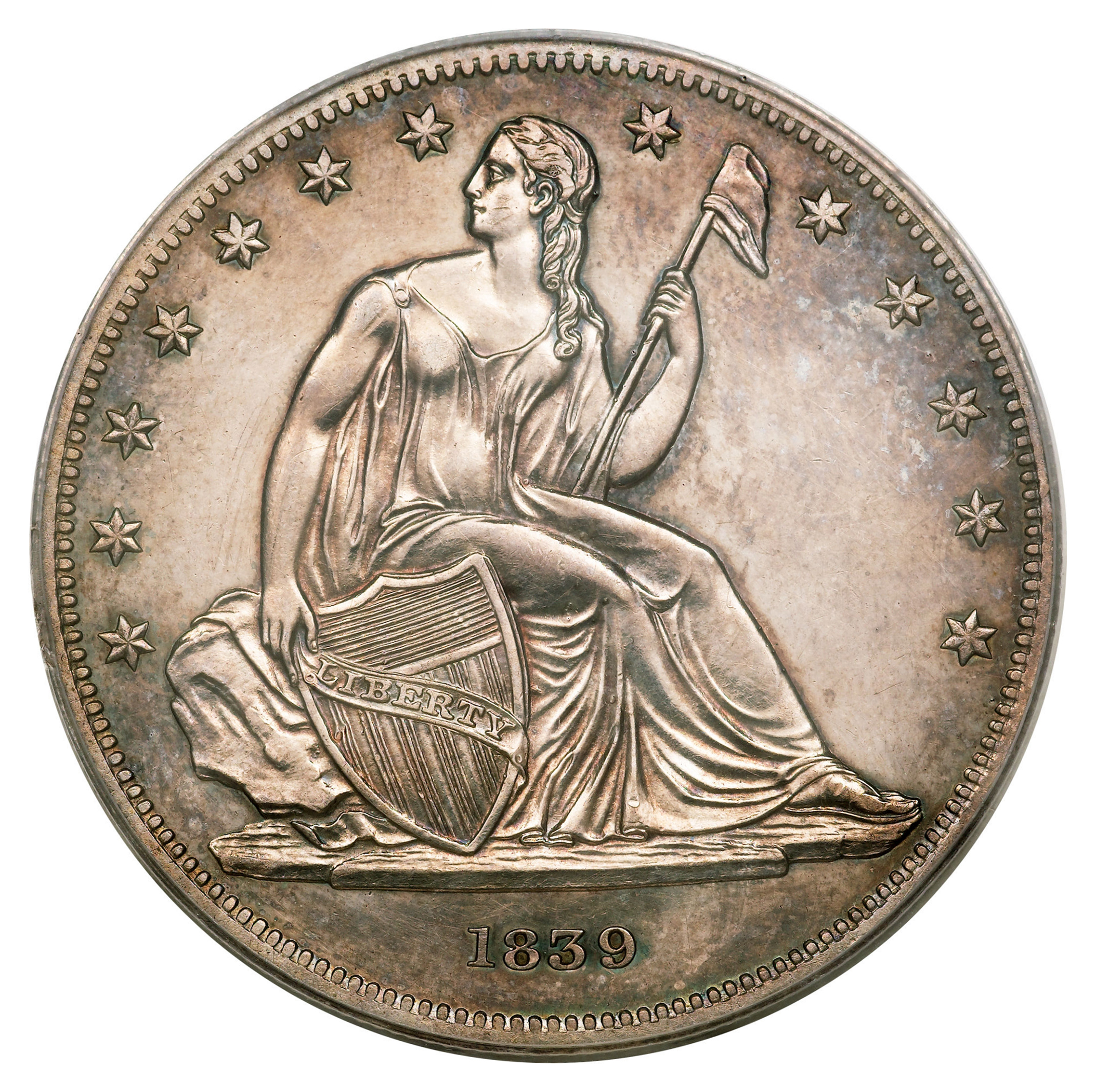
Le dollar « Seated Liberty » au millésime 1839.

Les dollars Seated Liberty sont introduits en 1839 et sont frappés en quantités plus importantes que le dollar Gobrecht, peu fréquemment frappé, qui les précède. Les dollars sont utilisés dans la circulation générale jusqu'en 1873. La production d'un grand nombre de pièces d'or américaines — les premières pièces d'or de 1 $ et de 20 $ sont frappées en 1849 — à partir des nouvelles mines de Californie fait baisser le prix de l'or, augmentant ainsi la valeur de l'argent. En 1853, la valeur d'un dollar d'argent américain exprimée en termes d'or est de 1,04 $ d'argent. Avec la loi de la Monnaie de 1853, tous les types de pièces d'argent américaines, à l'exception du dollar et de la nouvelle pièce de 3 cents, sont réduits de 6,9 % en poids, avec des flèches sur la date pour indiquer la réduction. Le dollar d'argent continue d'être frappé en très petite quantité principalement en tant que pièce de commerce étranger avec l'Orient.
Les partenaires commerciaux internationaux n'aiment le fait que les pièces américaines soient réduites en poids. L'utilisation de demi-dollars beaucoup plus courants devient problématique, car les commerçants doivent séparer les pièces d'avant 1853 de plus grande valeur des nouvelles pièces. À partir de 1853, le commerce avec l'Asie s'effectue généralement avec des pièces mexicaines qui conservent leur poids et leur pureté au XIXe siècle. Cela prend fin en 1874 lorsque le prix de l'argent chute, de sorte qu'un dollar d'argent a moins de 1,00 $ de valeur en argent — en raison de l'énorme quantité d'argent provenant des mines du gisement de Comstock, au Nevada. En 1876, toutes les pièces d'argent sont utilisées comme monnaie et en 1878, l'or est à parité avec tous les billets en dollars américains. À partir de 1878, d'énormes quantités de dollars en argent Morgan sont produites, mais peu sont utilisées. La taille est trop grande pour être utilisée dans les affaires, donc des certificats d'argent sont utilisés à la place. La Monnaie fabrique les pièces, les place dans ses coffres et émet à la place des certificats d'argent. C'est la raison pour laquelle tant de dollars Morgan et Peace peuvent être achetés en condition AU ou UNC (quasiment parfait), car ils restent la plupart du temps dans les coffres des banques ou du Trésor américain.
Chaque dollar Seated Liberty est composé de 0,77344 once troy d'argent. Ils sont frappés à Philadelphie, La Nouvelle-Orléans, Carson City et San Francisco.

### Gold dollar(1849–1889)

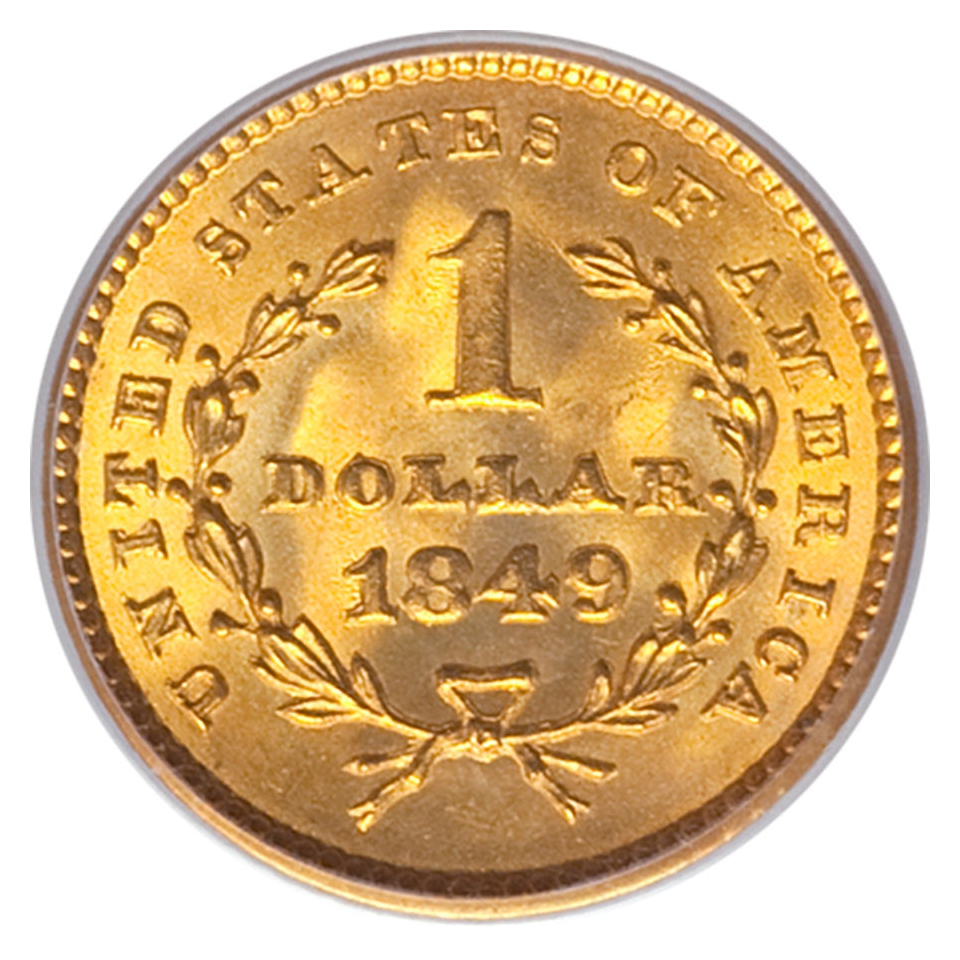
Revers d'un dollar en or de 1849

La pièce de 1 dollar américain en or, communément appelée gold dollar, est une pièce d'or frappée par la Monnaie des États-Unis de 1849 à 1889. La pièce connaît trois types au cours de son existence, tous conçus par le chef graveur de la Monnaie, James B. Longacre. L'émission de type 1 a le plus petit diamètre (0,5 pouce - 12,7 mm) de toutes les pièces américaines frappées à ce jour.
La création d'une pièce d'un dollar en or est proposée à plusieurs reprises dans les années 1830 et 1840, mais n'est pas adoptée dans un premier temps. Le Congrès est finalement galvanisé par l'augmentation de l'offre de lingots provoquée par la ruée vers l'or en Californie et autorise la création d'un dollar en or en 1849. Au cours des premières années, les pièces d'argent sont thésaurisées ou exportées, et le dollar d'or trouve facilement sa place dans le commerce. L'argent circule à nouveau après que le Congrès exige, en 1853, que les nouvelles pièces de ce métal soient plus légères, et le dollar en or devient une rareté dans le commerce avant même que les pièces fédérales ne disparaissent de la circulation en raison des perturbations économiques causées par la guerre de Sécession,.
L'or ne recommence pas à circuler dans la majeure partie du pays avant 1879 ; une fois que c'est le cas, le dollar en or ne retrouve pas sa place. Au cours de ses dernières années d'existence, il est frappé en petit nombre, ce qui donne lieu à des spéculations de la part des thésauriseurs. Il est également demandé pour être monté en bijoux. Il est frappé pour la dernière fois en 1889 ; l'année suivante, le Congrès met fin à la série.

### Trade dollar(1873–1885)

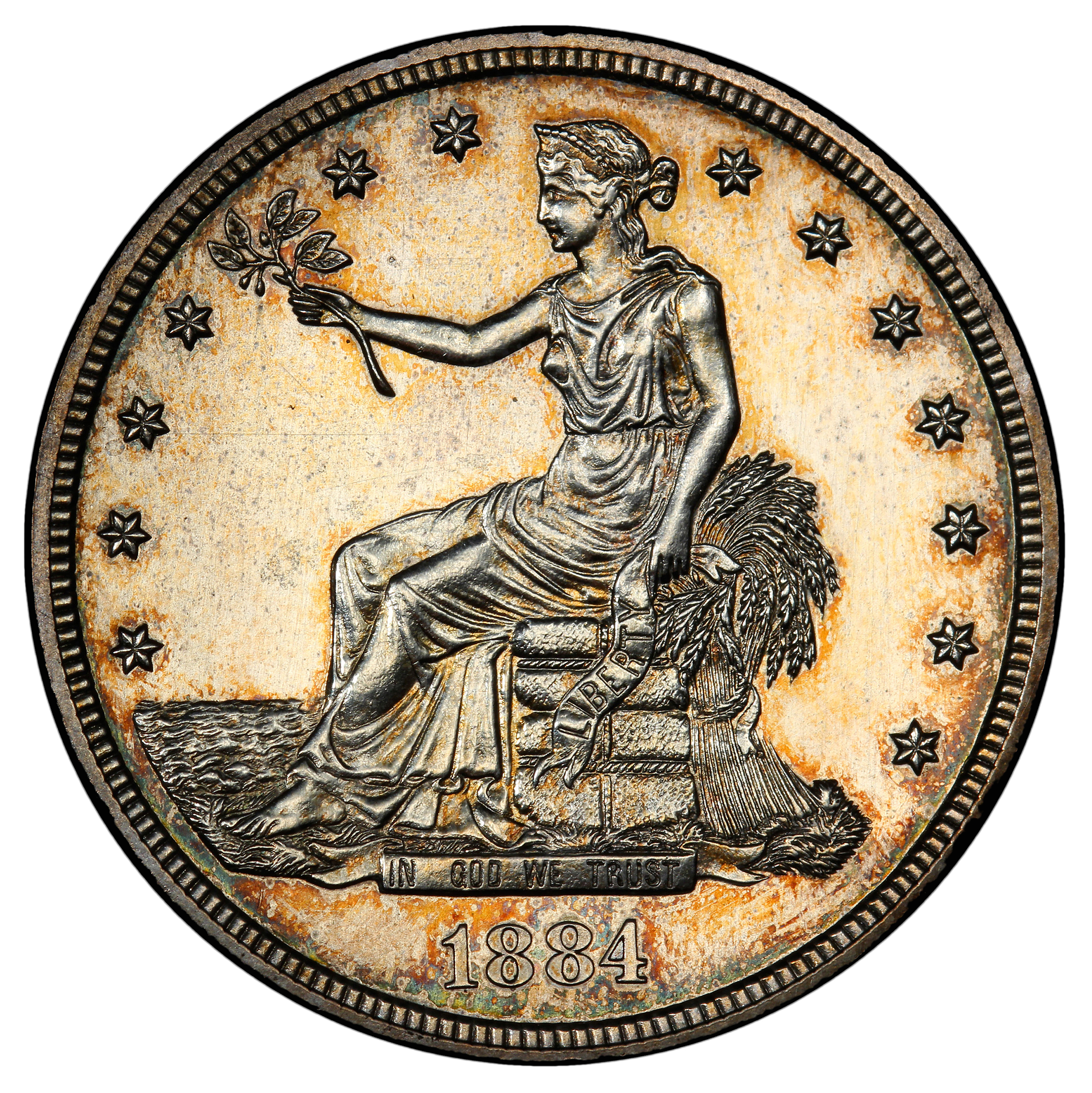
Avers d'un Trade dollar de 1884

La pièce de 1 dollar américain Trade Dollar, est produite en réponse à d'autres puissances occidentales telles que la Grande-Bretagne, l'Espagne, la France, et particulièrement le Mexique, afin de rivaliser avec ces pièces de commerce pour une utilisation dans les échanges en Asie. Alors que le dollar espagnol précédent de 370,95 grains (24,037 g) contient moins d'argent fin que la pièce de dollar standard de 371,25 grains (24,057 g), les pesos mexicains frappés après l'indépendance mexicaine contiennent un poids complet de 377,1 grains (24,44 g) d'argent fin. Le trade dollar américain doit donc contenir plus d'argent, soit 420 grains d'argent fin à 90 %, soit un contenu fin de 378,0 grains (24,49 g), donc 0,44 g d'argent fin de plus que les pièces de circulation régulières Seated Liberty et Morgan. La plupart des trade dollars finissent par arriver en Chine au cours de leurs deux premières années de production, où ils rencontrent un grand succès. Beaucoup d'entre eux présentent des trous ou des marques, qui sont des poinçons de marchands asiatiques visant à vérifier l'authenticité des pièces. De nombreuses pièces de commerce des puissances occidentales et de grandes pièces d'argent de Chine, de Corée et du Japon portent également ces marques. Bien que la plupart des pièces poinçonnées soient généralement moins précieuses que celles sans poinçons, certains des poinçons les plus fascinants peuvent donner à la pièce une prime modeste,.
Les trade dollars ne circulent pas initialement aux États-Unis, mais ont cours légal jusqu'à 5 $. Cependant, les choses changent en 1876, lorsque le prix de l'argent chute en flèche car les producteurs de l'Ouest inondent le marché d'argent, rendant le trade dollar plus précieux en valeur nominale que son contenu en argent. Cela entraîne un retour massif des dollars aux États-Unis, car ils sont achetés pour aussi peu que l'équivalent de 80 cents américains en Asie, puis dépensés à 1 $ aux États-Unis. Cela incite le Congrès à révoquer leur statut de cours légal et à restreindre leur frappe uniquement pour répondre à la demande d'exportation. Cependant, cela n'empêche pas des individus sans scrupules d'acheter des trade dollars à leur valeur en métal précieux et de les utiliser en paiement de 1 $ à des travailleurs et des commerçants crédules,.
La production du trade dollar est officiellement interrompue pour les frappes courantes en 1878, et de 1879 à 1885, ils ne sont produits que sous forme d'exemplaires belle épreuve de la pièce. Les émissions de 1884 et 1885 sont produites secrètement et sont inconnues du public collectionneur jusqu'en 1908,.
En février 1887, tous les trade dollars « non mutilés et non poinçonnés » en circulation sont rendus échangeables auprès du Trésor américain contre 1 $, et environ 8 millions d'entre eux sont restitués,.

### Dollar Morgan (1878–1904, 1921, 2021-présent)

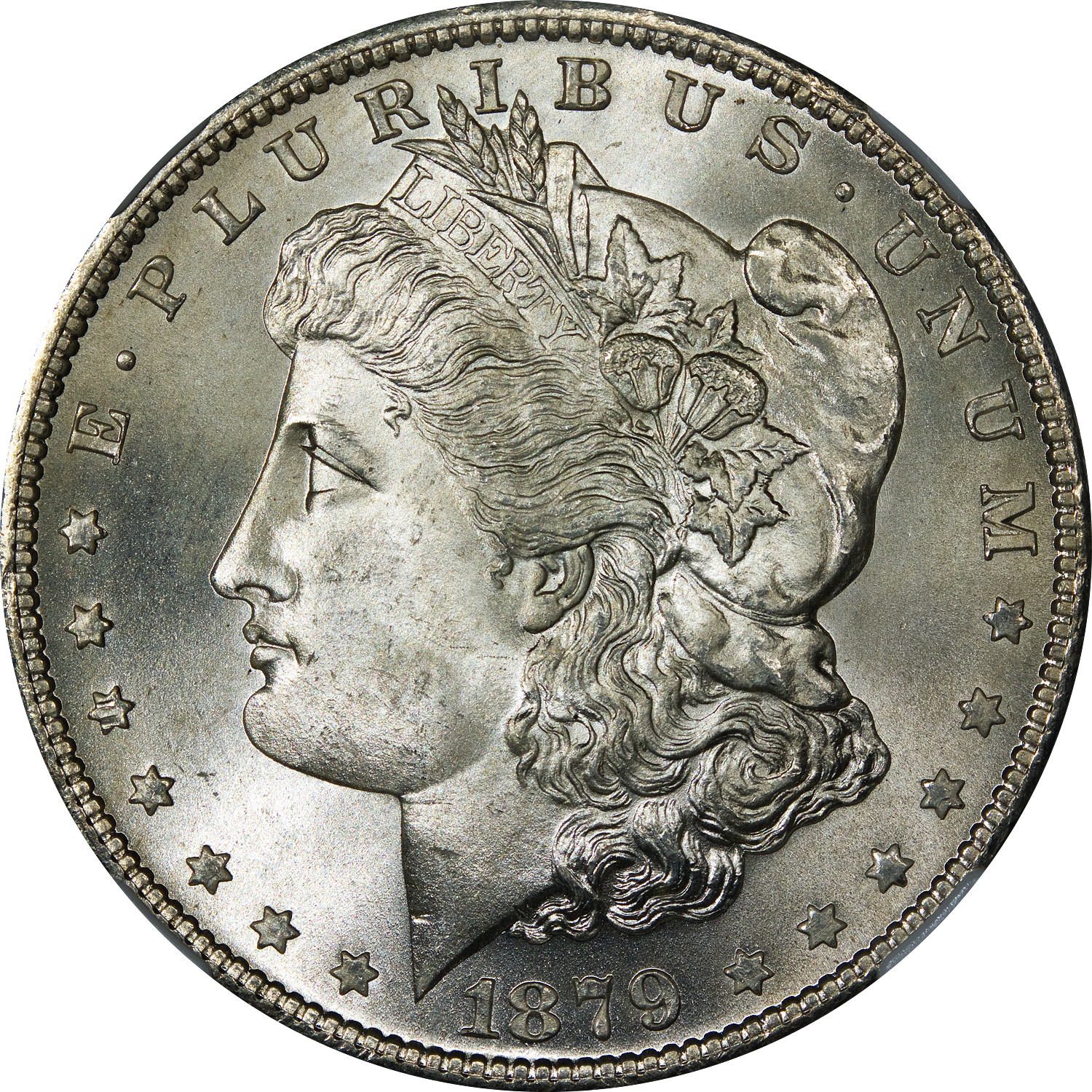
Avers d'un dollar Morgan de 1879.

La pièce de 1 dollar américain Morgan est une pièce de monnaie en dollars américains frappée de 1878 à 1904 puis à nouveau en 1921,. C'est le premier dollar standard en argent frappé depuis l'adoption de la loi sur la monnaie de 1873, qui mit fin à la libre frappe de l'argent et à la production du dessin précédent, le dollar Seated Liberty. La pièce porte le nom de son concepteur, George T. Morgan, graveur adjoint de la Monnaie des États-Unis. L'avers représente un portrait de profil représentant la Liberté, tandis que sur le revers on peut voit un aigle aux ailes déployées.
Le dollar est autorisé par la loi Bland-Allison. Après l'adoption de la loi de 1873, les intérêts miniers font pression pour que l'argent soit rendu gratuitement, ce qui obligerait la Monnaie à accepter tout l'argent qui lui serait présenté et à le rendre, frappé en pièces. Au lieu de cela, la loi Bland-Allison est adoptée, et elle exige que le Trésor achète entre deux et quatre millions de dollars d'argent à la valeur du marché, à frapper en dollars chaque mois. En 1890, la loi Bland-Allison est abrogée par la loi Sherman sur l'achat d'argent, qui demande au Trésor d'acheter 4 500 000 onces troy d'argent chaque mois, mais qui n'exige une production supplémentaire de dollars en argent que pendant un an. Cette loi, une fois de plus, est abrogée en 1893,,.
En 1898, le Congrès approuve un projet de loi qui exige que tous les lingots restants achetés en vertu de la loi Sherman sur l'achat d'argent soient transformés en dollars d'argent. Lorsque ces réserves d'argent sont épuisées en 1904, la Monnaie cesse de frapper le dollar Morgan. La loi Pittman, adoptée en 1918, autorise la fonte et le recyclage de millions de dollars d'argent. En vertu de cette loi, la frappe des dollars Morgan reprend pendant un an en 1921. Le dessin est remplacé par le dollar Peace plus tard la même année.
La production des dollars Morgan reprend à des fins commémoratives en 2021, et la Monnaie des États-Unis annonce la poursuite de cette émission pour les années suivantes.

### DollarPeace(1921–1928, 1934–1935, 2021-présent)

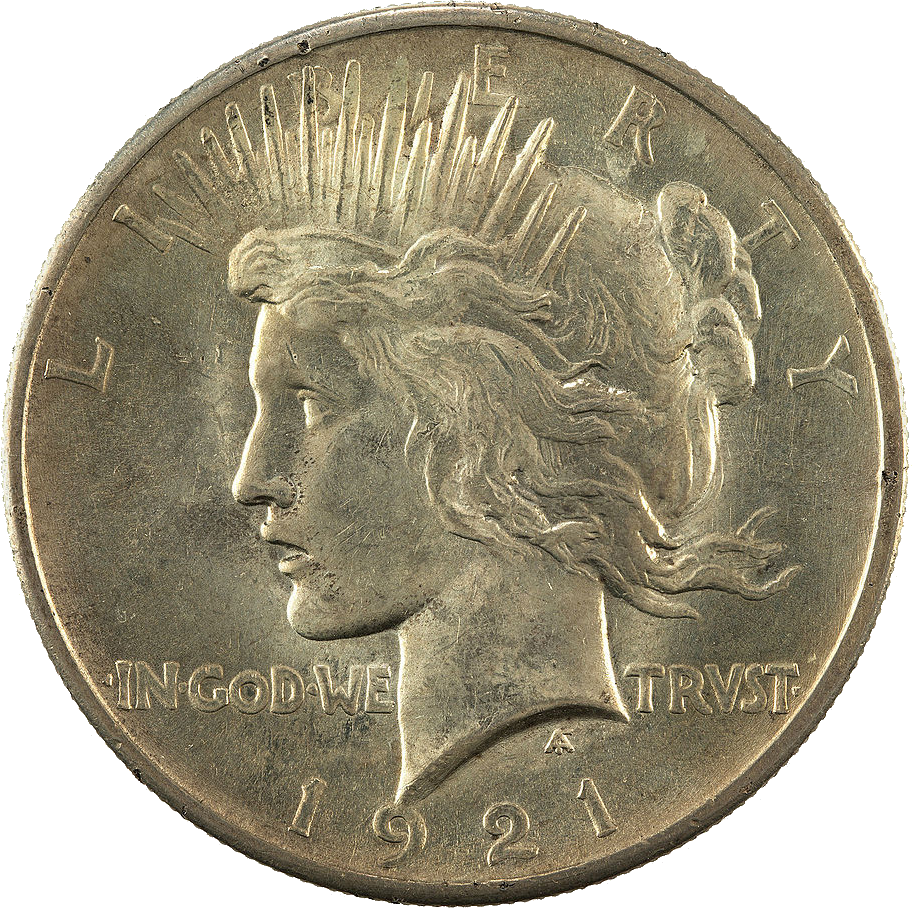
Avers d'un dollar Peace de 1921.

Introduit en décembre 1921 et ayant le même ratio d'argent et de cuivre que le dollar Morgan, le dollar Peace, conçu par le médailleur Anthony de Francisci, est promulgué pour commémorer la signature des traités de paix formels entre les forces alliées et l'Allemagne et l'Autriche. Ces traités mettent officiellement fin aux hostilités de la Première Guerre mondiale entre les Alliés et ces deux pays. En 1922, la Monnaie fait de la production du dollar en argent sa priorité absolue, ce qui entraîne une production limitée, voire inexistante, des autres dénominations cette année-là. La production cesse temporairement après 1928 ; les plans initiaux prévoient une suspension d'une seule année, mais cela est prolongé en raison de la Grande Dépression. La frappe reprend en 1934, mais seulement pendant deux ans,.
En mai 1965, plus de 316 000 dollars Peace sont frappés, tous à la Monnaie de Denver et datés de 1964-D ; cependant, les projets visant à achever cette émission sont abandonnés, et la plupart de ceux déjà frappés sont fondus, à l'exception de deux exemplaires connus préservés (à des fins d'analyse) jusqu'en 1970, date à laquelle ils sont également fondus, et aucun n'est mis en circulation ni à des fins de collection. On raconte qu'un ou plusieurs exemplaires existent encore, notamment ceux obtenus par des membres clés du Congrès, le président ou des responsables de la Monnaie. Cependant, cette pièce, tout comme le double eagle d'or de 1933, à l'exception de celui vendu en 2002 pour plus de 7 millions de dollars et les 10 exemplaires découverts ultérieurement, est illégale à posséder et pourrait faire l'objet d'une confiscation,,.
La frappe du dollar Peace reprend en 2021. Les responsables de la Monnaie américaine annoncent leur intention de continuer à le frapper en 2022 et au-delà.

### Dollar Eisenhower (1971–1978)

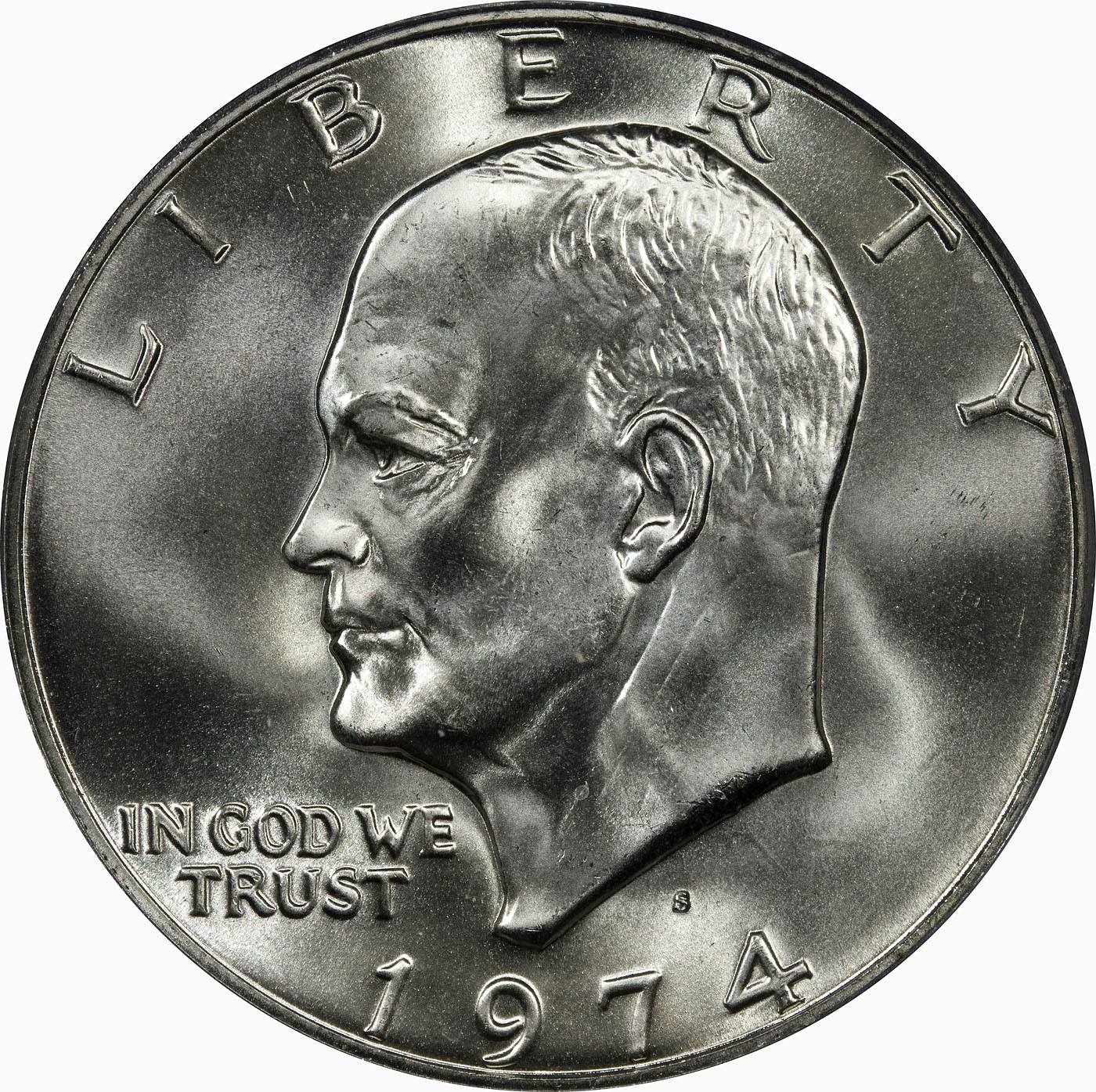
Avers du dollar Eisenhower de 1974.

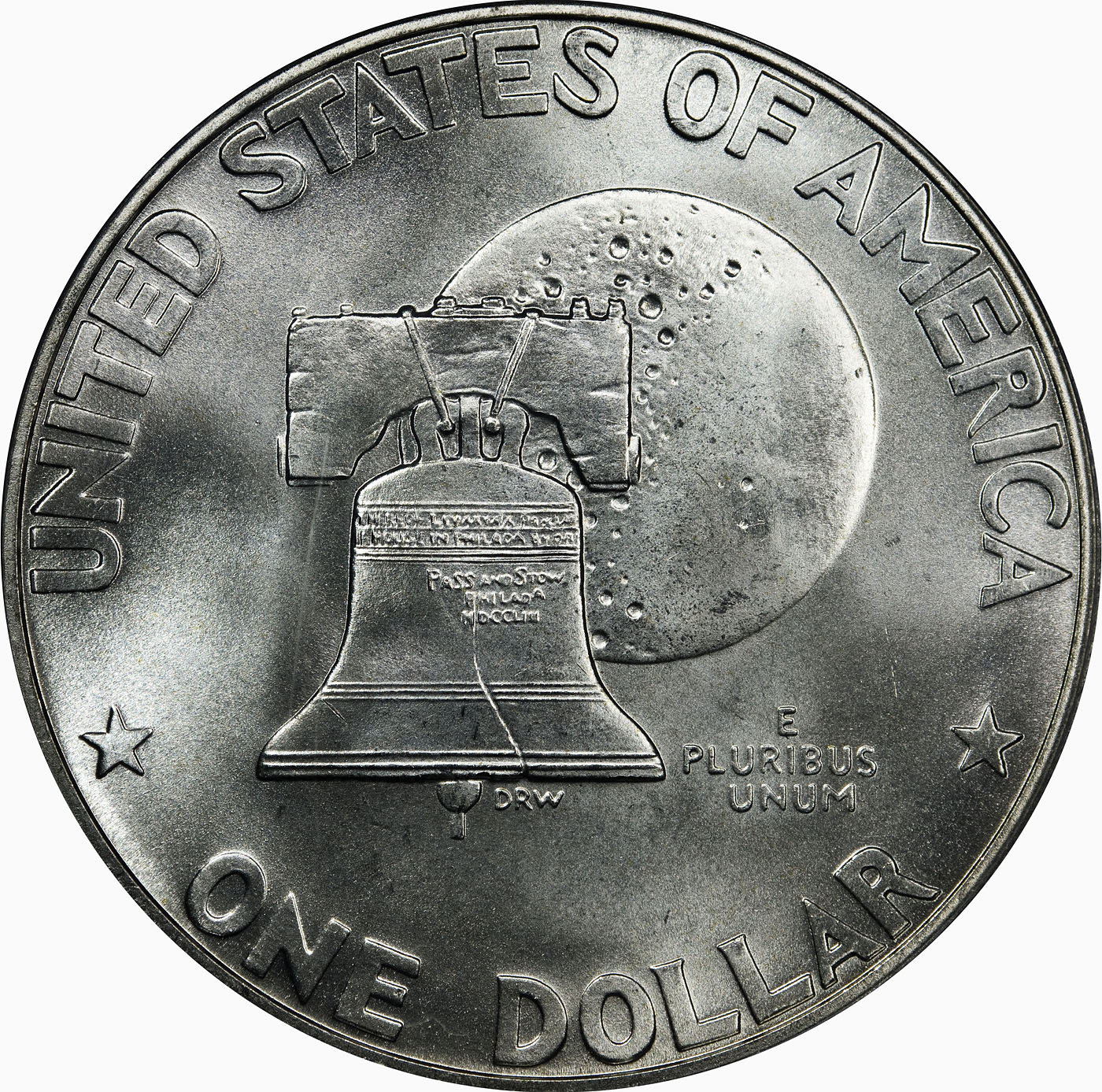
Revers du dollar Eisenhower du bicentenaire (1975-1976)

De 1971 à 1978, la Monnaie américaine émet des pièces d'un dollar avec l'avers représentant le président Dwight David Eisenhower et le revers l'insigne de l'atterrissage d'Apollo 11, tous deux conçus par le graveur en chef Frank Gasparro. Le design commémoratif du bicentenaire de 1976, produit en 1975 et 1976, présente la Cloche de la Liberté et la Lune au revers, conçu par Dennis R. Williams, tout en conservant l'avers avec Eisenhower, et les dates doubles 1776–1976. Les dollars Eisenhower frappés pour la circulation générale ne contiennent ni argent ni or, mais sont de la même composition plaquée cuivre-nickel utilisée pour la pièce de dix cents, le quart de dollar et le demi-dollar.
De 1971 à 1976, la Monnaie produit également des dollars composés à 40 % d'argent destinés au marché des collectionneurs. Les émissions de 1971 à 1974 sont émises dans des boîtes marron ou des emballages bleus, selon les éditions, belle épreuve ou brillant universel. Des ensembles du bicentenaire quelque peu différents sont produits au cours des deux années suivantes. Toutes les émissions restent très courantes.
Les pièces ne sont jamais très populaires, principalement en raison de leur grande taille et de leur poids qui les rendent inconfortables à transporter, et du fait que très peu de distributeurs automatiques sont conçus pour les accepter. Elles sont le plus souvent utilisées dans les casinos, et les jetons d'un dollar dans de nombreux casinos aux États-Unis ont encore à peu près la taille et le poids des pièces Eisenhower. Avant le retrait des pièces, qui restent des cours légaux et sont parfois disponibles dans les banques sur demande, de nombreux casinos ne frappent pas leurs propres jetons, mais utilisent plutôt le dollar Eisenhower.

### Dollar Susan B. Anthony (1979–1981; 1999)

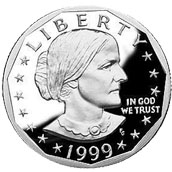
Le dollar Susan B. Anthony dollar de 1999

De 1979 à 1981, puis de nouveau en 1999, la Monnaie produit des dollars Anthony, représentant l'activiste du suffrage féminin Susan B. Anthony, également conçus par Frank Gasparro,. Anthony devient ainsi la première femme historique à être représentée sur la monnaie en circulation aux États-Unis. De nombreuses pièces en circulation antérieures ont présenté des images de femmes à travers des figures allégoriques telles que la Paix ou la Liberté ; la reine Isabelle d'Espagne apparaît sur le quart de dollar de l'Exposition universelle de 1893, mais la pièce n'est pas destinée à la circulation générale. Les dollars Anthony, tout comme les dollars Eisenhower, sont fabriqués en cuivre-nickel plaqué. Les pièces de 1981 sont émises uniquement pour les collectionneurs mais apparaissent parfois dans la circulation.
Le dollar Anthony, en raison de sa couleur, de sa taille et de son design, est souvent confondu avec le quart de dollar. Il n'est jamais populaire et la production est suspendue après 1981. En 1999, il est frappé à nouveau lorsque les réserves du Trésor en pièces sont faibles et que le dollar Sacagawea est encore un an avant sa production. Bien que les réserves de pièces soient élevées, les pièces sont le plus souvent utilisées dans les distributeurs automatiques, les systèmes de transport en commun et les bureaux de poste.

### Sacagawea dollar (2000–présent)

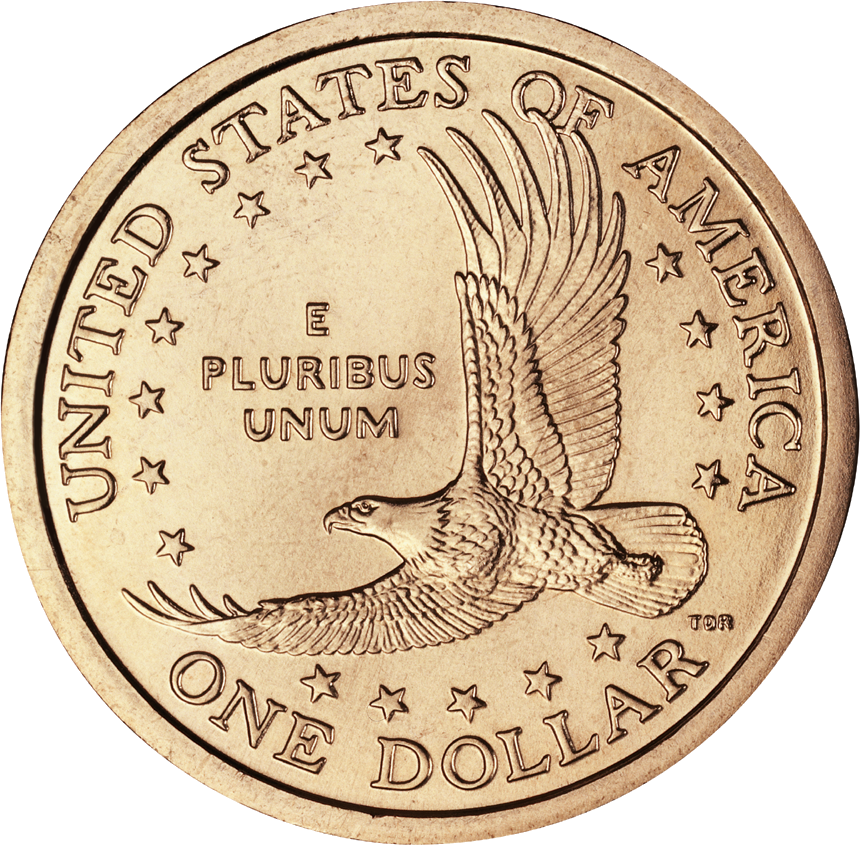
Avers du dollar Sacagawea de 2003.

La pièce de un dollar Sacagawea est autorisée par le Congrès en 1997 car l'approvisionnement en dollars Anthony, en stock depuis leur dernière frappe en 1981, est sur le point de s'épuiser,. Ces pièces ont un noyau en cuivre recouvert de laiton au manganèse. Les retards dans la production du dollar Sacagawea conduisent à une dernière frappe datée de 1999 pour les dollars Susan B. Anthony.
En 1998, la Monnaie américaine organise un concours de design pour le nouveau dollar, invitant 23 artistes à soumettre des dessins représentant Sacagawea sur l'avers et un aigle sur le revers. En novembre 1998, une exposition des 123 dessins soumis a lieu à la Casa Italiana Hall à Washington, D.C. pour solliciter des commentaires publics et privés. Les concepts de design sont soumis sous forme de dessins, de rendus, de sculptures et de prototypes frappés.
L'avers a été conçu par l'artiste Glenna Goodacre. Comme aucune image vérifiable de Sacagawea n'existe, Goodacre utilise Randy'L He-dow Teton, une étudiante shoshone de l'université du Nouveau-Mexique comme modèle pour la pièce.
Il y a environ 1 milliard de pièces de Sacagawea en circulation et environ 250 millions en réserve. La Monnaie américaine réduit fortement la production des dollars Sacagawea après la frappe de 2001, évoquant un inventaire suffisant. De 2002 à 2008, le dollar Sacagawea continue d'être frappé pour les collectionneurs et est disponible en rouleaux brillant universel et en ensembles belle épreuve, mais il n'est pas remis en circulation générale avant l'introduction de la série Native American en 2009.
La Monnaie prend grand soin de créer la pièce avec la même taille, le même poids et les mêmes propriétés électromagnétiques que le dollar Anthony, mais avec une couleur dorée. La pièce présente un bord lisse jusqu'en 2008, mais à partir de 2009, une inscription en creux est appliquée. L'année et le différent sont déplacés de l'avers de la pièce vers son bord.
Les pièces d'un dollar ne sont pas largement utilisées dans le commerce aux États-Unis, sauf dans les distributeurs automatiques pour les trajets en transport en commun, certains distributeurs de billets et de paiement, certaines laverie automatique, et les anciennes machines à sous. En revanche, le dollar Sacagawea connaît une certaine popularité au Salvador, en Équateur et au Panama, où le dollar américain est également la monnaie officielle.

### SérieNative American
Avec l'adoption du Native American $1 Coin Act le 20 septembre 2007,, la Monnaie américaine commence à concevoir une série de dollars Sacagawea avec des revers modifiés pour commémorer davantage les Amérindiens et les contributions importantes faites par les tribus indiennes et les Amérindiens individuels au développement des États-Unis et à l'histoire des États-Unis. Quatre dessins doivent être frappés, chacun pendant une année de 2009 à 2012. La première pièce de la série Native American est émise en janvier 2009 et a un revers qui représente une femme amérindienne semant les graines des Trois Sœurs, symbolisant les contributions des tribus indiennes à l'agriculture.
Comme pour le dollar présidentiel, l'année d'émission, le différent et la devise E pluribus unum se trouvent sur le bord de la pièce au lieu de l'avers ou du revers, ce qui permet plus d'espace pour le dessin. Contrairement aux pièces de un dollar présidentielles antérieures à 2009, la mention In God We Trust reste sur l'avers et l'espace vacant sur le lettrage du bord est occupé par treize étoiles, symbolisant les Treize Colonies. De plus, contrairement à d'autres dénominations de la monnaie américaine en circulation, la valeur est inscrite en chiffres sur le revers. La loi adoptée par le Congrès exige que 20 % du total des pièces de 1 dollar frappées au cours de toute année pendant le programme de pièces de 1 dollar présidentiel soient des dollars Sacagawea portant le nouveau design.

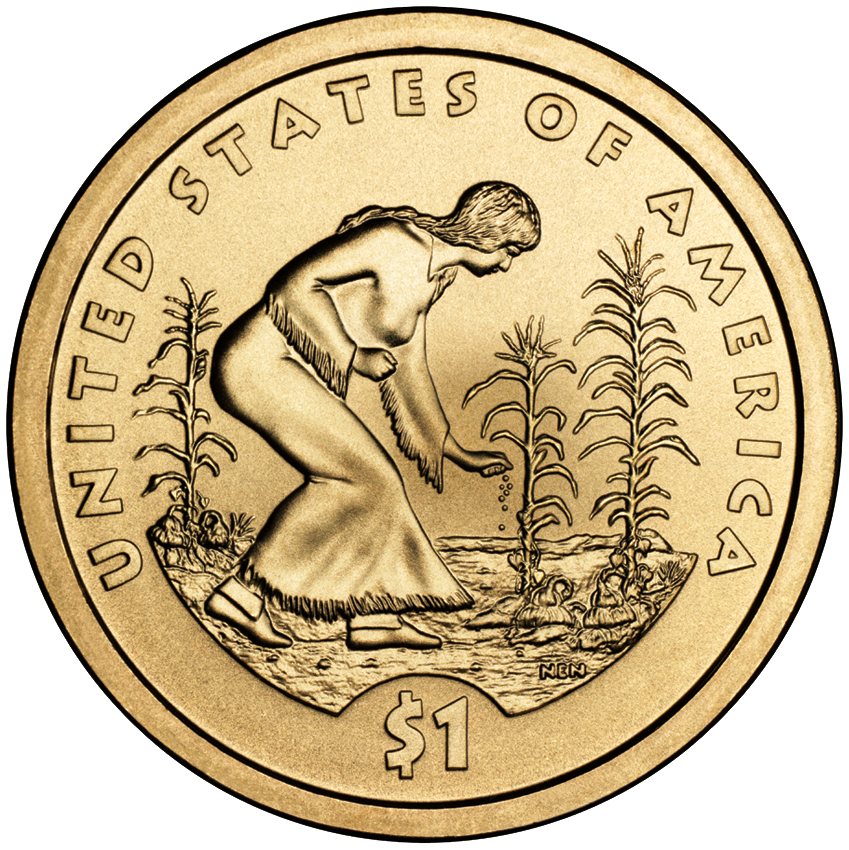
Le revers 2009 de Norman Nemeth rend hommage à la diffusion de l'agriculture des trois sœurs.
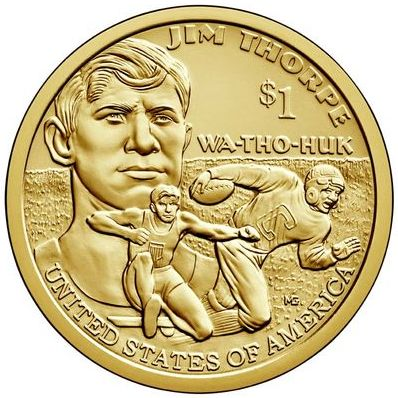
Le revers 2018 de Michael Gaudioso représentant Jim Thorpe.
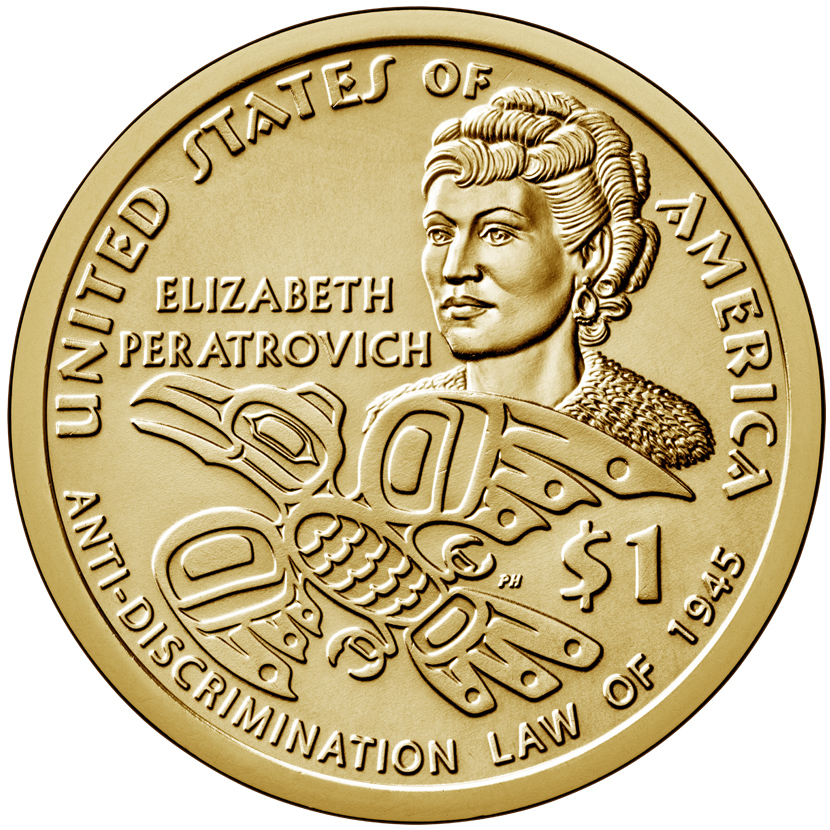
Le revers de 2020, conçu par Phebe Hemphill, représentant Elizabeth Peratrovich.

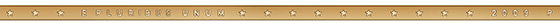
Le lettrage de la tranche, depuis 2009
✭ ✭ ✭ E PLURIBUS UNUM ✭ ✭ ✭ ✭ ✭ ✭ ✭ ✭ ✭ ✭ (date) (différent)

## Séries spéciales

### Dollars présidentiels (2007-2016, 2020)

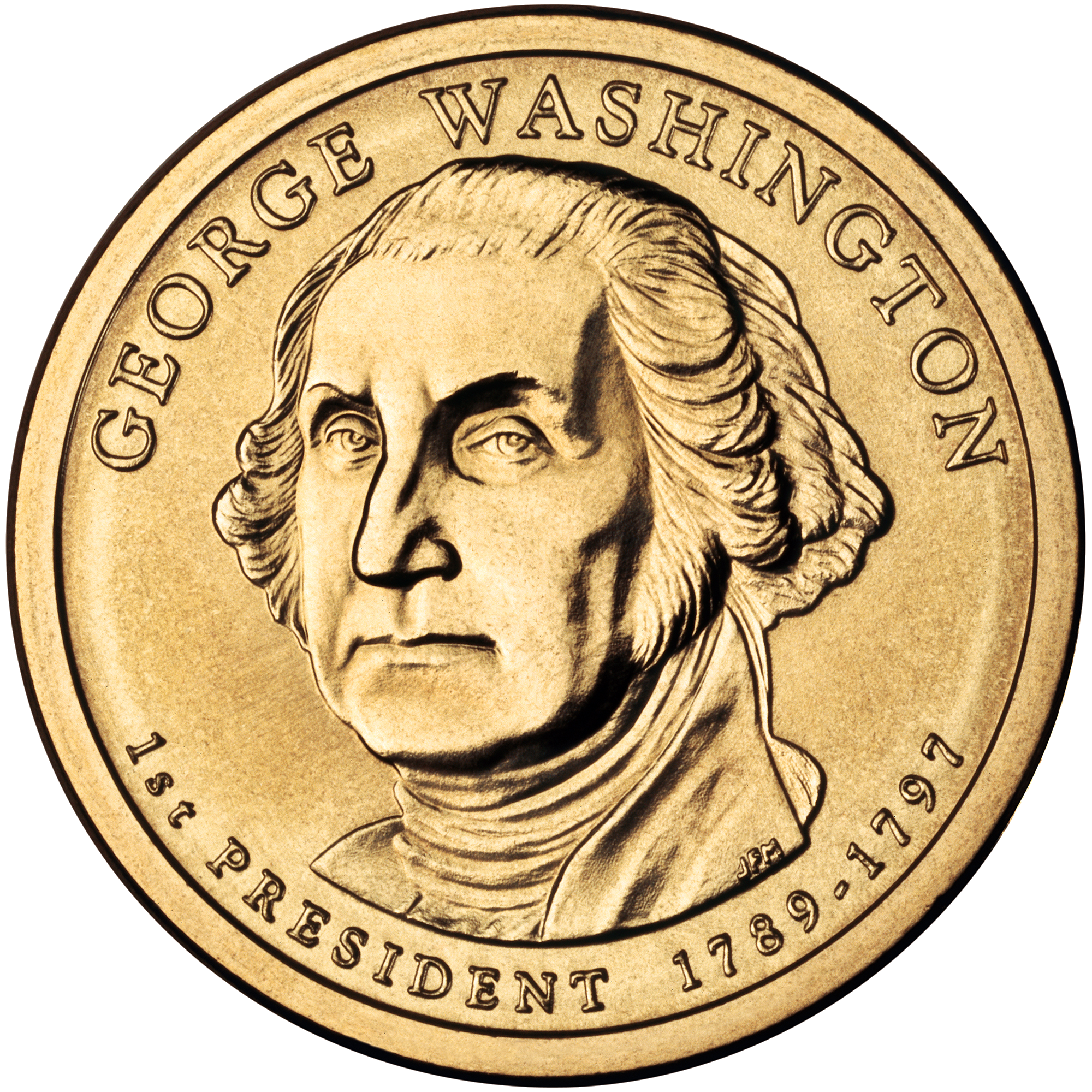
Avers du premier dollar présidentiel, consacré à George Washington en 2007.

En décembre 2005, le Congrès décide de créer une nouvelle série de pièces de 1 dollar en l'honneur des anciens présidents américains. En 2007, des pièces présidentielles de quatre designs différents sont produites. Quatre autres designs vont être produits chaque année, honorant les présidents dans l'ordre de leur mandat (Grover Cleveland figure sur deux pièces, car il sert deux mandats non consécutifs). La loi sur la pièce de 1 dollar présidentielle vise à susciter un intérêt renouvelé pour les pièces de 1 dollar, comme cela est le cas pendant le programme des 50 États. Au moins 20 % de toutes les pièces de 1 dollar produites sont encore des pièces Sacagawea, les autres pièces constituant les quatre pièces présidentielles chaque année. Conformément à la loi fédérale (31 U.S.C. § 5112), aucune pièce ne peut être émise représentant un président en vie, ou un président décédé moins de deux ans auparavant.
La pièce de 1 dollar présidentielle a la même taille et la même composition que la pièce Sacagawea. In God We Trust, l'année d'émission et le différent de la Monnaie apparaissent sur la tranche. La première pièce, honorant George Washington, est mise en circulation le 15 février 2007. Cependant, la loi H.R. 2764 du 26 décembre 2007, déplace In God We Trust de la tranche à l'avers.
Une erreur de frappe courante sur cette pièce, estimée à 80 000 exemplaires, sur une frappe totale de 300 000 000 de pièces, est l'omission du lettrage sur le bord, entraînant un bord extérieur lisse. Parce que l'omission inclut les mots In God We Trust, certains médias ont surnommé la pièce la « pièce impie ».
En raison de contraintes budgétaires et de l'accumulation croissante de ces pièces relativement impopulaires, la production de nouvelles pièces présidentielles destinées à la circulation est suspendue le 11 décembre 2011 par Timothy F. Geithner, le secrétaire au Trésor américain. La frappe ultérieure de ces pièces est réservée uniquement aux collectionneurs.

### Innovation américaine
Les pièces de 1 dollar de l'innovation américaine sont une série de cinquante-sept pièces d'un dollar américain dont l'émission est planifiée par la Monnaie des États-Unis entre 2018 à 2032,. Il est prévu que chaque pièce de la série présente une innovation, un innovateur ou un groupe d'innovateurs d'un État ou d'un territoire particulier, tandis que l'avers représente la statue de la Liberté. Une pièce introductive est émise en 2018 pour faire connaître le programme,. Puis, les pièces sont émises au rythme de quatre par an, par ordre d'entrée des États dans l'Union, puis, la capitale (Washington), et finalement les territoires des États-Unis (Porto Rico, Guam, Samoa américaines, Îles Vierges des États-Unis, et Îles Mariannes du Nord),.

### Dollar American Silver Eagle

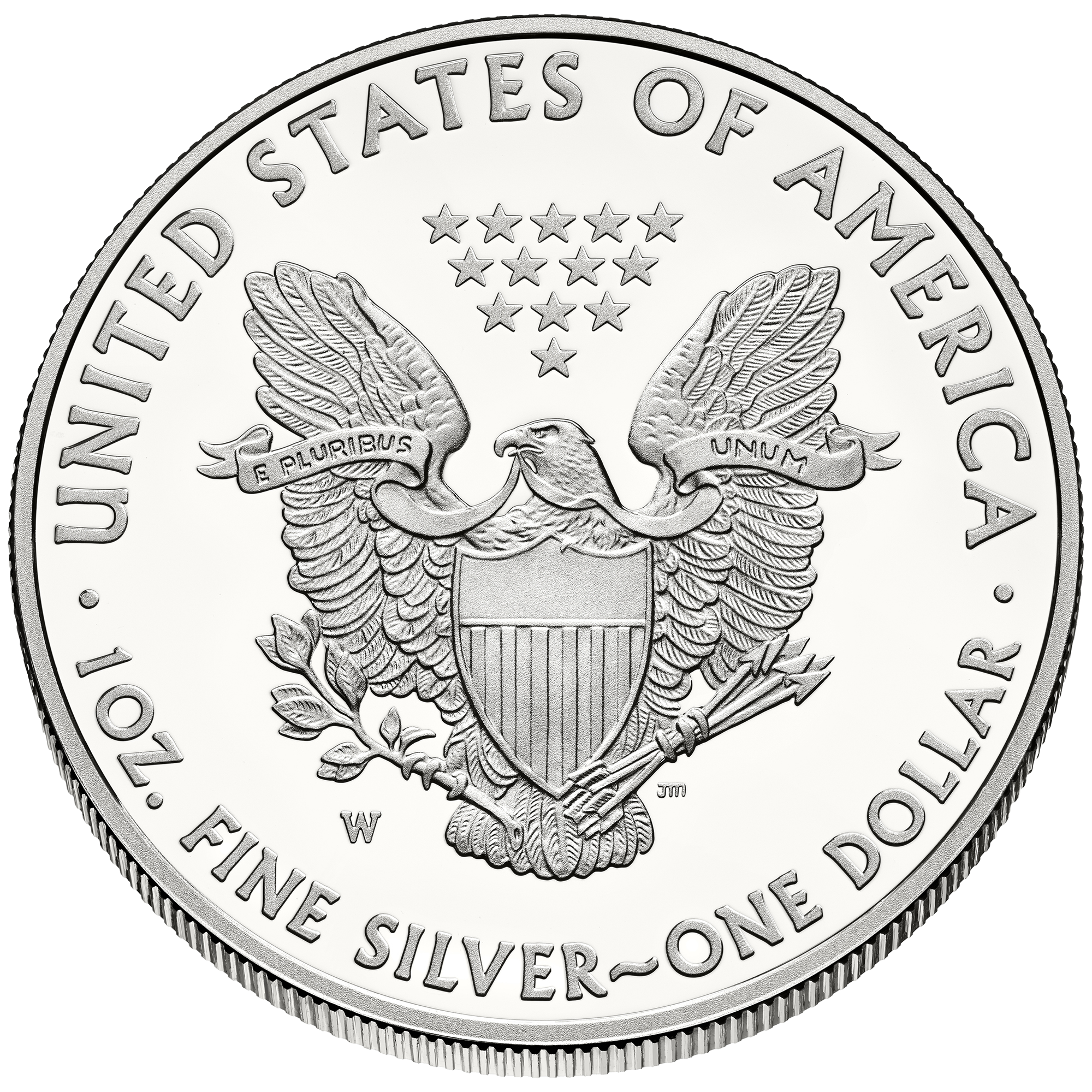
Le revers du dollar American Silver Eagle.

L'American Silver Eagle est la pièce d'argent officielle des États-Unis. Elle est conçue par Adolph A. Weinman et John Mercanti et est mise en circulation pour la première fois par la Monnaie des États-Unis le 24 novembre 1986. Elle est frappée uniquement dans le format d'une once troy, qui a une valeur nominale d'un dollar et est garantie contenir une once troy d'argent pur à 99,9 %. Elle est autorisée par le titre II de la loi publique 99-61 (Liberty Coin Act, approuvée le 9 juillet 1985). Son contenu, son poids et sa pureté sont certifiés par la Monnaie des États-Unis. Outre la version d'investissement, la Monnaie des États-Unis produit une version belle épreuve et une version brillant universel pour les collectionneurs. Elle est produite par trois monnaies : la Monnaie de Philadelphie, la Monnaie de San Francisco et la Monnaie de West Point.